# Meloe autumnalis heydeni
Meloe autumnalis heydeni es una subespecie de coleóptero de la familia Meloidae.

## Distribución geográfica
Habita en Sicilia (Italia).